# 레셉스의 이주
레셉스의 이주(Lessepsian migration)는 수에즈 운하를 가로질러 일어나는 생물종의 이주 현상이다. 페르디낭 드 레셉스의 이름을 따왔다.
갑문이 없는 수에즈 운하에는 양쪽 바다에서 바닷물이 그레이트비터호로 자유로이 흘러들어온다. 처음에는 홍해, 지중해에 비해 그레이트비터호의 염도가 훨씬 낮았기 때문에 이주를 막는 장벽으로 작용했으나, 그레이트 비터 호의 염분이 홍해나 지중해와 비슷해지면서 생명체가 자유롭게 이주하기 시작했다. 홍해가 지중해보다 염분이 높고 영양분이 적기 때문에, 주로 홍해의 생명체가 지중해로 침입하는 형태로 나타난다.
아스완 댐이 건설되어 나일강 하구로 유입되는 민물의 양이 줄어들자 동지중해의 염도가 홍해와 비슷해지면서 이주가 가속화되고있다.